# Марли, Наташа
Наташа Марли (англ. Natasha Marley; род. 20 июня 1984, Олдершот) — английская порноактриса и модель.

## Карьера
Начала карьеру эротической модели в 2004 году, снималась для журналов «Cheri», «Playboy Lingerie», «Hawk», «Front», «Redline», «CKM», «Maxim UK», «FastCar», «Daily Star», «Newlook». С 2007 по 2010 год была моделью сайта OnlyTease. С 2010 по 2013 год снялась в 18 порнофильмах, наиболее известна по роли Бонни Паркер в фильме «Бонни и Клайд», за которую была многократно номинирована на премии «AVN Awards» и «XBIZ Award».
Ушла из порнобизнеса в 2013 году.
Замужем, есть двое детей.

## Награды и номинации
| Год  | Премия                                 | Номинация                               | Фильм         | Результат |
| ---- | -------------------------------------- | --------------------------------------- | ------------- | --------- |
| 2011 | AVN Award                              | Лучшая актриса                          | Бонни и Клайд | Номинация |
| 2011 | AVN Award                              | Зарубежная актриса года                 | Бонни и Клайд | Номинация |
| 2011 | AVN Award                              | Лучшая сцена лейсбийского триолизма     | Бонни и Клайд | Номинация |
| 2011 | AVN Award                              | Лучшая групповая сцена секса            | Бонни и Клайд | Номинация |
| 2011 | XBIZ Award                             | Лучшее женское исполнение года          | Бонни и Клайд | Номинация |
| 2011 | XBIZ Award                             | Зарубежная актриса года                 | Бонни и Клайд | Номинация |
| 2011 | Премия любителей программ для взрослых | Самая популярная английская порнозвезда | -             | Номинация |

## Фильмография
- 2010 — Strip and Search
- 2010 — Бонни и Клайд / Bonny & Clide — Бонни Паркер
- 2010 — Footballers Wives — First Half
- 2010 — Anna Lovato: Yes Miss
- 2010 — Gemma Massey’s Checkout
- 2010 — Подруги Наташи Марли / Natasha Marley’s Girlfriends
- 2011 — Relaxxx
- 2011 — Наташа Марли: Только для твоих глаз / Natasha Marley’s For Your Eyes Only
- 2011 — McKenzie Magic
- 2011 — Женщина-кошка XXX / Katwoman XXX — репортер
- 2011 — Gemma Massey’s Lady Days
- 2011 — Babe Runner
- 2011 — Bite
- 2012 — Natasha Marley’s Angel Face
- 2012 — Anna Lovato’s Catwalk
- 2012 — Only Fools And Arses
- 2012 — Yes Boss!
- 2013 — Никита XXX / Nikita XXX — плохая блондинка